# Констал 102Na
Констал 102Na — модель трамваю для стандартної колії, що виготовлялася в 1970–1973 рр. на заводі Констал у Хожові. Вузькоколійну версію (яка початково мала кодову назву 102NaW, а згодом 803N) виготовляли у 1973–1974 рр.

## Конструкція
Вагон типу 102Na є модифікованою версією трамваю 102N. У новій моделі конструктори повернулися до типу передніх стін такого типу, який монтувався раніше в вагонах моделі 13N. Вагон шарнірний, двосекційний, шестиосний, здатний працювати як самостійно, так і в складі зчепки з двох вагонів. Вагони 102Na обладнані чотирма двигунами, розміщеними на першому і третьому візку (по 2 двигуни на візок), тобто середній візок є пасивним. Максимальне прискорення порожнього трамваю складав 1 м/с², а максимальна швидкість — близько 55 км/год. Застосовувався стартовий опір.

### Модифікації
Окрім стандартної версії 102Na для стандартної колії, також існувала модифікація 102NaW для вузької колії. У заводській документації наявна також модифікація 102Nb, що характеризується відсутністю гнізд для управління по системі множинних одиниць.
Для Вроцлава у 1973 році було створено версію 102Nd, яка відрізнялася можливістю перемикати тягові двигуни під час запуску, відсутність підтримки руху по системі багатьох одиниць та дрібними конструкційними особливостями (серед іншого монтаж електричного обладнання на даху, а також трисекційні другі та треті двері). Останній трамвай цього типу був перероблений на брухт у лютому 2018 року приватною особою, яка викупила вагон за 5 тис. злотих у Товариства шанувальників Вроцлава.
У Кракові в 1983–1985 рр. п'ять вагонів 102Na було перебудовано на причепні вагони. Модернізацію пройшли трамваї, в яких після аварій було пошкоджено передні частини. Перебудовані вагони отримали кодову назву 102NaD. Курсували виключно у Кракові.
| Тип                 | Модернізація                       | Роки модернізації | Експлуатація |
| ------------------- | ---------------------------------- | ----------------- | ------------ |
| Констал 102NaD      | перебудова на причіпні вагони      | 1983–1985         | Краків       |
| Констал 102Na G-089 | перебудова на двонапрямний вагон   | 1996              | Вроцлав      |
| Констал 803N mod.   | перебудова інтер'єру, новий вигляд | 1997–2005         | Лодзь        |

## Експлуатація
Трамваї 102Na експлуатувалися в більшості міст Польщі з наявною трамвайною мережею, але майже в усіх містах Польщі модель вже виведено з експлуатації.
Першим містом, яке вивело з експлуатації трамваї типу 102N і 102Na був Гданськ. У 1988 році було завершено обмін 43 вагонів 102Na та 3 вагонів 102N на 46 вагонів 105N, побудованих у 1976–1978 між ВПК Гданськ (попередник товариства GAiT), та МПК Краків.
У вересні 2008 року виведено з експлуатації вагони в GOP-і. Передостаннім містом, яке продовжувало випускати ці трамваї на лінію, був Вроцлав, де 102Na востаннє вийшов на маршрут 17 травня 2011 року. В Познані трамвай 102Na експлуатувався на лінії номер 3 до 2013 року.
З 29 червня по 15 вересня 2019 р. у вихідні трамвай 102Na з'явився на маршруті №8 у Гданську.
У 1974 р. у Кракові, при співпраці фахівців транспортного підприємства зі Щецина, почато оксплуатацію вагонів 102Na у зчленованій версії (напр. маршрути 4, 22). Згодом експлуатація моделі почалася і в інших містах (маршрути 0, 7, 15, 37 і 40 у ВПР, маршрути 14 і 17 у Вроцлаві). Це було дуже практичним розв'язанням проблеми постійного браку водіїв, з яким стикалися транспроті підприємства в Польщі у 70-і та 80-і. XX ст. Останнім містом, де у такий спосіб експлуатувалися трамваї 102Na, був Щецин, де велика місткість такого трамваю була важлива для транспортного сполучення з Центральним цвинтанем до Дня всіх святих.
Вузькоколійні версії 803N у Лодзі ґрунтовно модернізувалися й отримували кодову назву Констал 803N mod. Було змінено опорну конструкцію ящиків, а вікна замінені на такі, як у моделі 805. Також було змінено силует кузова з округлих на кутасті. В салоні та кабіні водія було змонтовано подвійні сидіння з обивкою, а також було модернізовано дизайн інтер'єру. В результаті ремонту кількість місць для сидіння зросла з 30 до 44. Модернізована версія працювала в Лодзі виключно на приміських маршрутах Міжгмінної Трамвайної Мережі. Трамваї оригінальної версії працювали на маршрутах Приміських Трамваїв. 31 березня 2012 року було завершено експлуатацію даних моделей в обох трамвайних товариствах, як і взагалі у Польщі. Частину вагонів планували зберегти як музейні експонати.

### Щецин

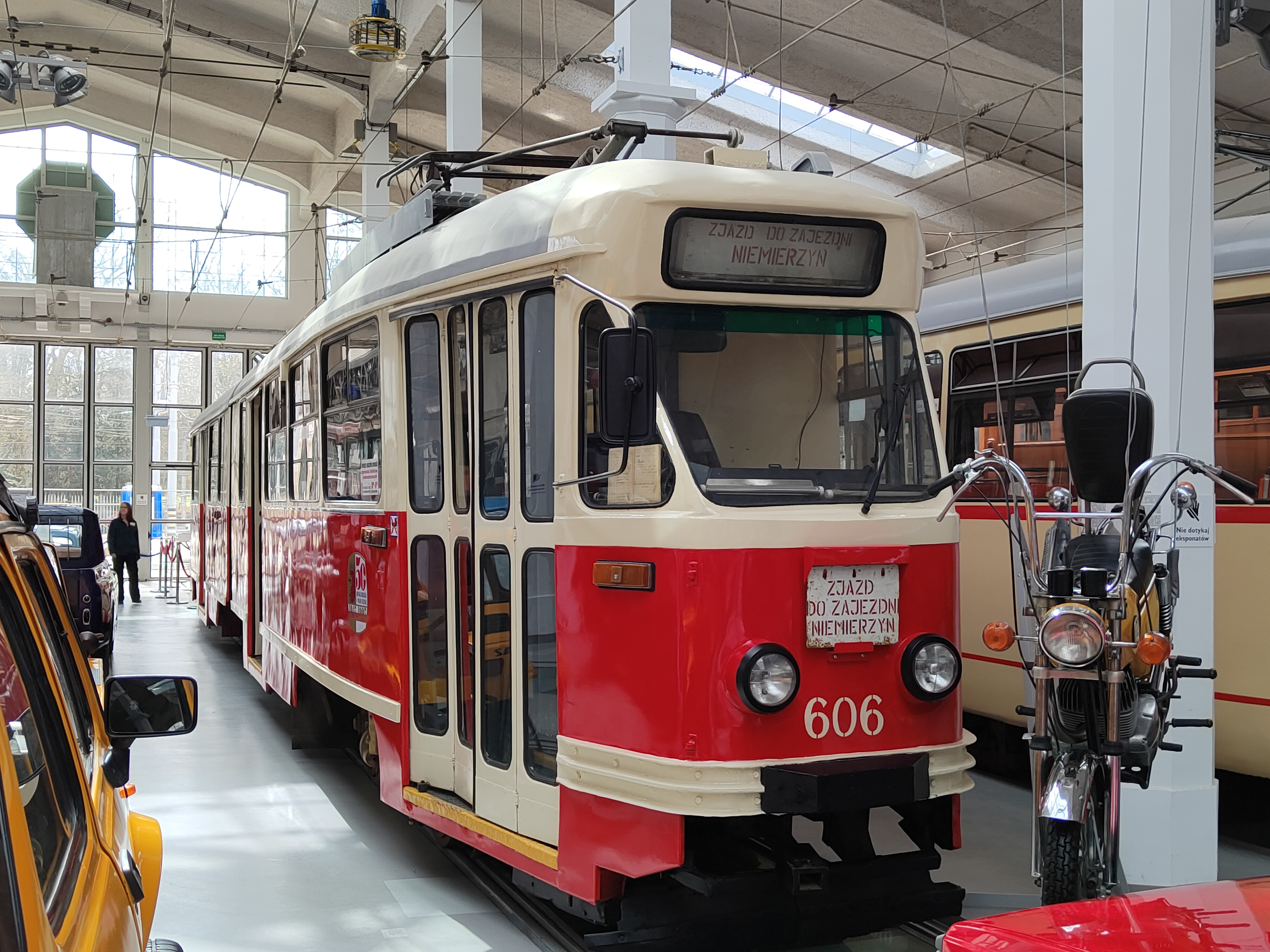
Музейний Констал 102Na у Щецині

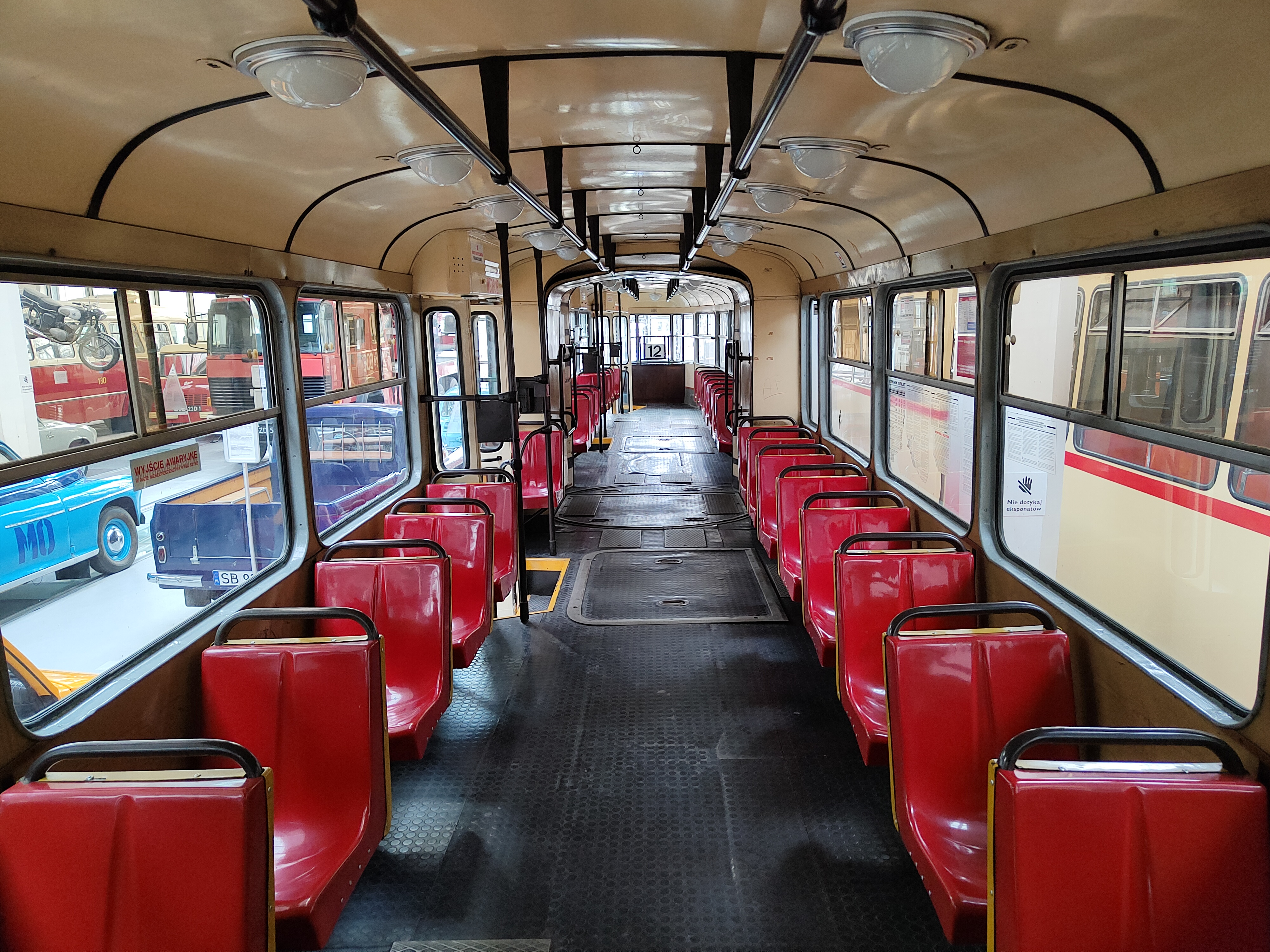
Інтер'єр щецинського вагону 102Na

Перші 10 вагонів типу 102Na було доставлено до Щецина у 1971 році. Новим трамваям було присвоєно бортові номери 601–610 і приписано до депо Поґодно. Рік потому було закуплено наступних 20 трамваїв типу 102Na, які отримали бортові номери 611–630. Деякі з них курсували у здвоєних зчепках через недостачу водіїв. На початку 90-х років XX ст. ремонт зношених трамваїв було доручено ремонтним депо в Кракові: з 28 чинних екземплярів 11 було розібрано на запчастини, а 16 було відремонтовано. Окрім того на модернізацію було передано 7 уживаних трамваїв 102Na, 803N і 102N, закуплених в інших містах Польщі. Модернізація трамваїв включала заміну однієї смуги освітлення на дві нові, монтаж нових вказівників маршруту, заміну сидінь, монтаж кнопок індивідуального відчинення дверей. Після ремонту було змінено депо припису трамваїв з Поґодно на депо Немирин. У 2004 р. вагони було переведено назад у депо Поґодно у зв'язку з ліквідацією депо Немирин. Закупівля вживаних трамваїв моделі Tatra KT4DtM з Берліна дозволила вивести з експлуатації трамваї моделі 102Na, які на той час вже перебували у поганому технічному стані. Останні трамваї 102Na завершили роботу на маршрутах 28 лютого 2007 р.. Як музейні експонати було збережено вагони №№604 (очікує на ремонт) і 606 (експонат Музею Техніки та Транспорту).
Історичні вагони
| Походження                  | Бортовий номер | Власник                                          | Тип   | Рік виробництва | Історичний з року |        |
| --------------------------- | -------------- | ------------------------------------------------ | ----- | --------------- | ----------------- | ------ |
| Ченстохова                  | 628            | МПК Ченстохова                                   | 102Na | 1970            | 2013              | [ 3 ]  |
| Верхньосілезька агломерація | 169            | Сілезькі трамваї                                 | 102Na | 1970            | ?                 | [ 4 ]  |
| Краків                      | 210            | МПК Краків                                       | 102Na | 1970            | ?                 | [ 5 ]  |
| Лодзь                       | 2              | KMST                                             | 803N  | 1973            | 2012              | [ 6 ]  |
| Лодзь                       | 37             | KMST                                             | 803N  | 1973            | 2012              | [ 7 ]  |
| Познань                     | 71             | МПК Познань                                      | 102Na | 1970            | 2013              | [ 8 ]  |
| Познань                     | 42             | Варшавські трамваї                               | 102Na | 1971            | 1998              | [ 9 ]  |
| Щецин                       | 604            | MTiK                                             | 102Na | 1970            | 2006              | [ 10 ] |
| Щецин                       | 606            | MTiK                                             | 102Na | 1971            | 2006              | [ 11 ] |
| Вроцлав                     | 2069           | KSTM                                             | 102Na | 1972            | 2010              | [ 12 ] |
| Вроцлав                     | 1105           | GAiT                                             | 102Na | 1970            | 2009              | [ 13 ] |
| Вроцлав                     | 2061           | Приватний власник (вагон знаходиться у Ґданську) | 102Na | 1972            | ?                 | [ 14 ] |